# Brezje pri Lekmarju
Brezje pri Lekmarju je naselje u slovenskoj Općini Šmarje pri Jelšahu. Brezje pri Lekmarju se nalazi u pokrajini Štajerskoj i statističkoj regiji Savinjskoj. 

## Stanovništvo
Prema popisu stanovništva iz 2002. godine naselje je imalo 48 stanovnika.